# Crucifix du Maestro di San Francesco (Arezzo)
Le crucifix du Maestro di San Francesco d'Arezzo est un  grand crucifix peint  en  tempera et or sur  bois, réalisé au Duecento par le Maestro di San Francesco. Il est exposé dans  la basilique San Francesco à Arezzo.

## Histoire
Le crucifix, d'abord installé dans la chapelle absidiale de la basilique Saint-François d'Arezzo,  fut avancé au-dessus du chœur quand les fresques de Piero della Francesca  furent réalisées.

## Description
Le Christ est du type  dolens, de la représentation humanisante franciscaine et dominicaine :
Le Christ se doit d'être alors représenté mort, souffrant sur la croix (et non plus triomphant ou résigné) :
- La tête baissée sur l'épaule,
- les yeux fermés soit absents, énucléés (orbites vides),
- marques de douleur sur le visage,
- la bouche est incurvée vers le bas,
- les plaies sont saignantes (mains, pieds et flanc droit),
- Le corps tordu déhanché, arqué dans un spasme de douleur, subissant son poids terrestre,
- schématisation des muscles et des côtes.

Le crucifix comporte des scènes annexes des extrémités de la croix (tabellone) :
- à gauche : Marie en entier, pleurant,
- à droite : Jean en entier, pleurant,
- en haut sur la cimaise :  (Marie représentée en buste, levant les mains, entourée de deux anges)
- au-dessus en clipeus, Le Christ rédempteur bénissant, en buste.
- en bas sur le soppedaneo : Saint François baisant un des pieds du Christ
- les flancs latéraux du Christ sont décorés de motifs géométriques losangés.